# Annabella (Utah)
Annabella é uma cidade  localizada no estado norte-americano de Utah, no Condado de Sevier.

## Demografia
Segundo o censo norte-americano de 2000, a sua população era de 603 habitantes. 
Em 2006, foi estimada uma população de 648, um aumento de 45 (7.5%).

## Geografia
De acordo com o United States Census Bureau tem uma área de 
1,4 km², dos quais 1,4 km² cobertos por terra e 0,0 km² cobertos por água. Annabella localiza-se a aproximadamente 1613 m acima do nível do mar.

## Localidades na vizinhança
O diagrama seguinte representa as localidades num raio de 16 km ao redor de Annabella. 